# Liliana Cosi
Liliana Cosi (* 15. August 1941 in Mailand) ist eine italienische Balletttänzerin und ehemalige Primaballerina der Mailänder Scala.

## Leben
Durch Zufall, ihre Nachbarin war Ballettlehrerin, kam sie zum Tanz. Da ihre Eltern kein Geld hatten, sie auf eine private Tanzschule zu schicken, machte sie die Aufnahmeprüfung an der Ballettschule der Mailänder Scala. Dort diplomierte sie 1958 als Beste ihres Jahrganges mit einer persönlichen Auszeichnung von Wally Toscanini, der Tochter Arturo Toscaninis. Im Jahr darauf nahm sie an einem kulturellen Austausch zwischen der Mailänder Scala und dem Bolschoitheater in Russland teil. Ihren Durchbruch als Tänzerin feierte sie 1965 im Kreml-Kongress-Palast als Odette/Odile. Es folgten weitere Auftritte und Tourneen in der Sowjetunion unter anderem als Giselle, bevor Liliana Cosi 1968 endgültig als Primaballerina an die Scala zurückkehrte. Zu ihren Tanzpartnern zählten u. a. Paolo Bortoluzzi, Wladimir Wassiljew und Rudolf Nurejew.
1972 lernte sie den rumänischen Balletttänzer Marinel Stefanescu kennen, mit dem sie 1977 die unabhängige Tanzgruppe Compagnia Balletto Classico Cosi-Stefanescu gründete. Sie umfasst in erster Linie die Compagnie, aber später auch eine eigene private Ballettschule für den Tänzernachwuchs. Der Unterricht der Eleven ist so konzipiert, dass nicht nur die Leistung eine Rolle spielt, sondern auch die Entfaltung der eigenen Persönlichkeit beim Tanzen. Das Repertoire der Kompagnie umfasst vor allem klassische und neoklassische Werke, choreographiert von Marinel Stefanescu. Neben Auftritten in den USA, China, Marokko, Tunesien, Österreich und im Vatikan tourt sie vor allem durch Italien.
Obwohl Liliana Cosi in einer säkularen Familie aufwuchs, in der Religion keine besondere Rolle spielte, begann sie in ihrer Jugendzeit den Glauben für sich zu entdecken. Ausschlaggebend dafür war die Lektüre der „Dialoge der göttlichen Vorsehung“ der heiligen Katharina von Siena. Fasziniert von der Vorstellung, mit Gott kommunizieren zu können wie mit jeder anderen Person auch, entwickelte sie eine sehr persönliche und innige Beziehung zu ihm. Über ihre Schwester lernte sie die Fokolarbewegung kennen, eine Gemeinschaft innerhalb der katholischen Kirche. Anhänger der Bewegung versuchen als Laien in der Welt das Evangelium zu leben.

## Schriften
- Cosi, Liliana: Étoile,la mia vita, Città Nuova, 2006